# Лайузе (язык)
Ла́йузе — смешанный парацыганский язык, на котором говорили цыгане в северной Эстонии. Это смешанный язык на основе цыганского и эстонского. Лайузе является мёртвым языком, все его носители были убиты во время Второй мировой войны нацистами в рамках «Анти-цыганской расовой политики», которая теперь называется кали траш, или параимос.

## Лингвистические особенности
Язык лайузе имеет ряд общих черт с финским кало, такие как палатализация велярных согласных перед гласными переднего ряда и начальное оглушение.